# Uhuru Park
Uhuru Park är en park i Kenya.   Den ligger i länet Nairobi, i den sydvästra delen av landet, i huvudstaden Nairobi. Uhuru Park ligger 1 671 meter över havet.
Terrängen runt Uhuru Park är lite kuperad, och sluttar brant österut. Runt Uhuru Park är det ganska tätbefolkat, med 166 invånare per kvadratkilometer. Närmaste större samhälle är Nairobi, 0,68 km norr om Uhuru Park. Runt Uhuru Park är det i huvudsak tätbebyggt.